# Società Sportiva Armando Diaz 1940-1941
Questa voce raccoglie le informazioni riguardanti la Società Sportiva Armando Diaz nelle competizioni ufficiali della stagione 1940-1941.

## Rosa
| N. |                   | Ruolo | Calciatore          |
| -- | ----------------- | ----- | ------------------- |
|    | Italia (bandiera) | D     | Salvatore Boccafuso |
|    | Italia (bandiera) | A     | Giacomo Borzacchini |
|    | Italia (bandiera) | D     | Giovanni Calvani    |
|    | Italia (bandiera) | C     | C. Camero           |
|    | Italia (bandiera) | D     | N. Camero           |
|    | Italia (bandiera) | A     | D. Cosmai           |
|    | Italia (bandiera) | D     | Sergio De Candia    |
|    | Italia (bandiera) | A     | Pietro Di Molfetta  |
|    | Italia (bandiera) | A     | Domenico Di Pinto   |
|    | Italia (bandiera) | P     | Pantaleo Di Pinto   |
|    | Italia (bandiera) | C     | V. Fata             |
|    | Italia (bandiera) | D     | Giuseppe Ferrante   |

| N. |                   | Ruolo | Calciatore         |
| -- | ----------------- | ----- | ------------------ |
|    | Italia (bandiera) | C     | Gaetano Gentile    |
|    | Italia (bandiera) | A     | Michele Giancaspro |
|    | Italia (bandiera) | D     | Gino Giordan       |
|    | Italia (bandiera) | P     | Giuseppe Letorre   |
|    | Italia (bandiera) | A     | Armando Lopopolo   |
|    | Italia (bandiera) | A     | Giuseppe Mirabello |
|    | Italia (bandiera) | D     | Sergio Musci       |
|    | Italia (bandiera) | D     | Michele Pastore    |
|    | Italia (bandiera) | D     | Gino Pedone        |
|    | Italia (bandiera) | C     | Raffaele Rossini   |
|    | Italia (bandiera) | A     | G. Storelli        |
|    | Italia (bandiera) | C     | Vincenzo Velon     |